# Kōhei Arai
Kōhei Arai (荒井航平?, Arai Kōhei; ...) è un ex giocatore di football americano giapponese che ha giocato come centro.